# کوهستان تیبستی
کوهستان تیبستی (به عربی: جبال تیبستی) یک رشته‌کوه در لیبی است. کوهستان تیبستی ۳٬۴۴۵ متر بالاتر از سطح دریا واقع شده‌است.

## نگارخانه

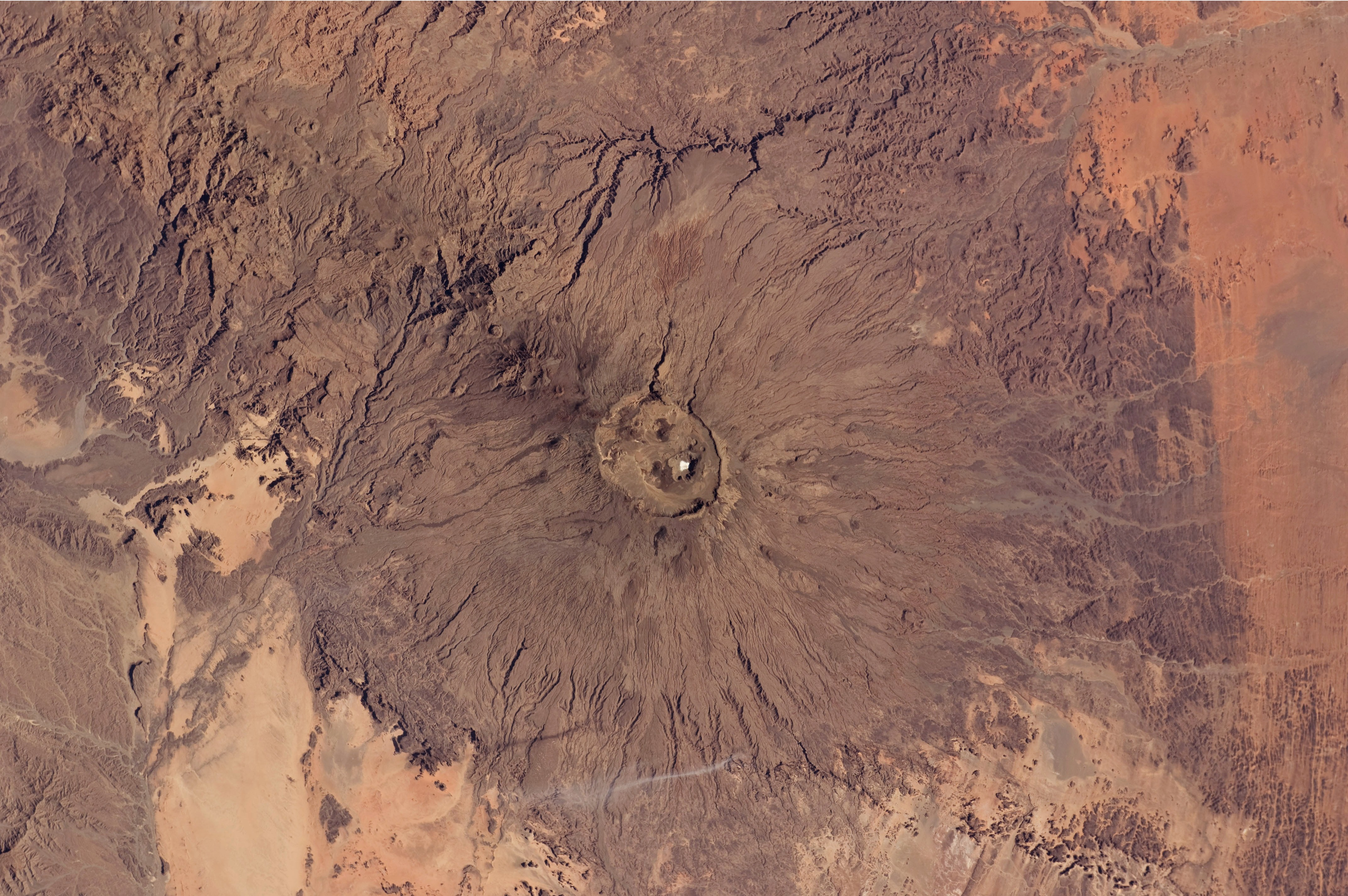
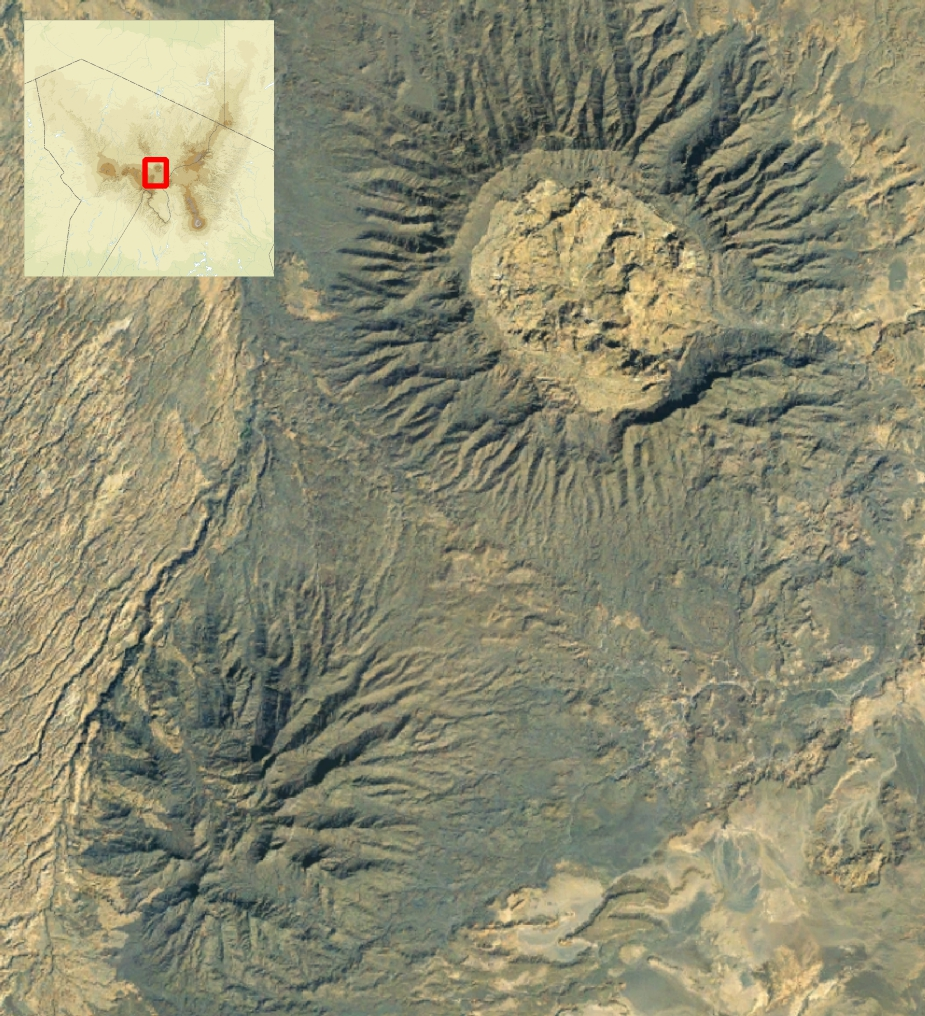
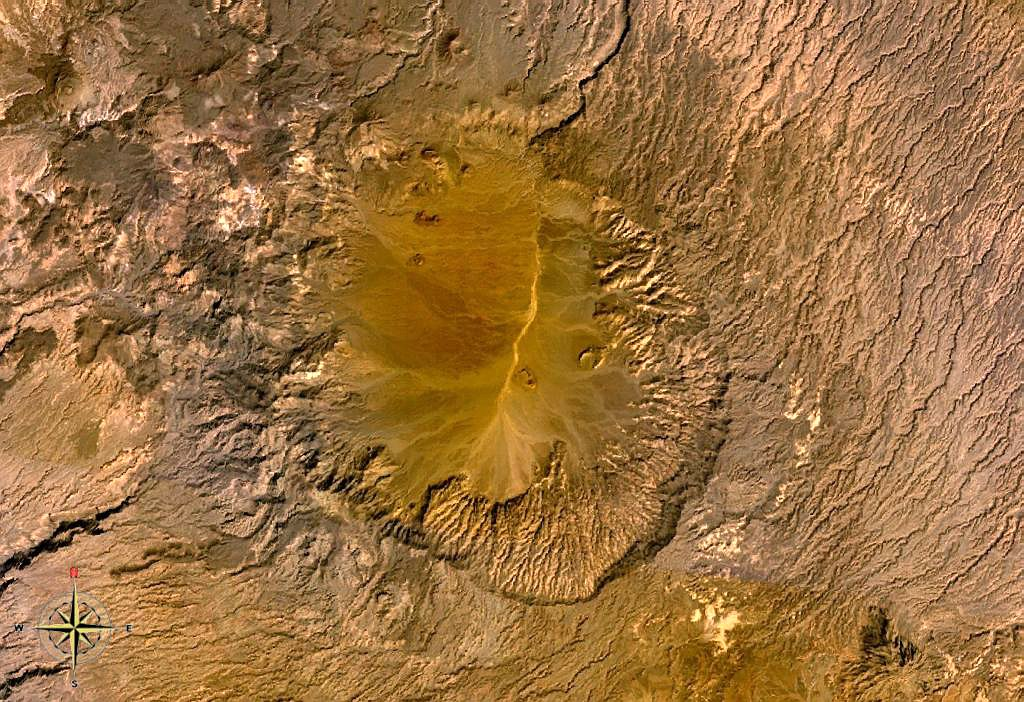
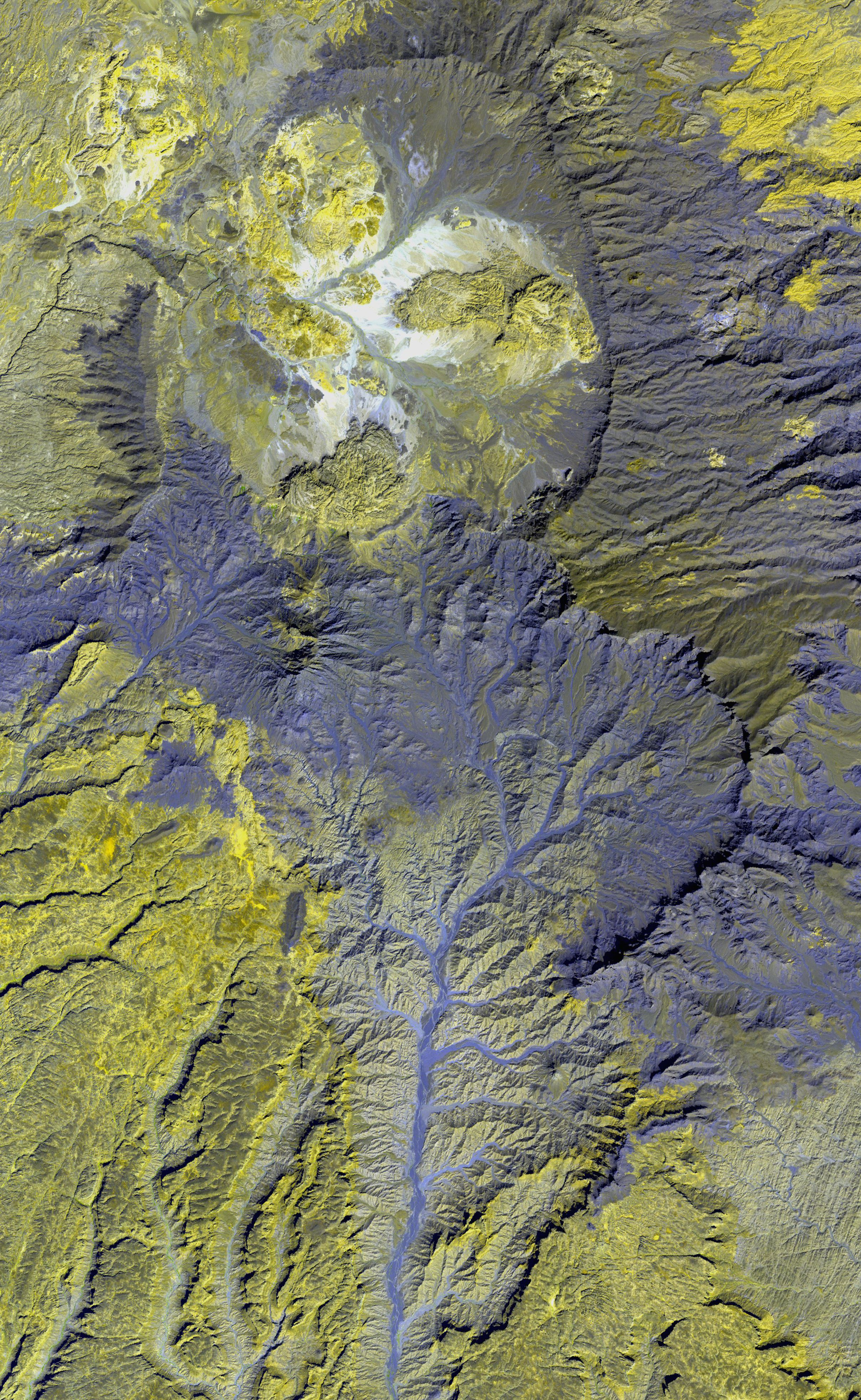
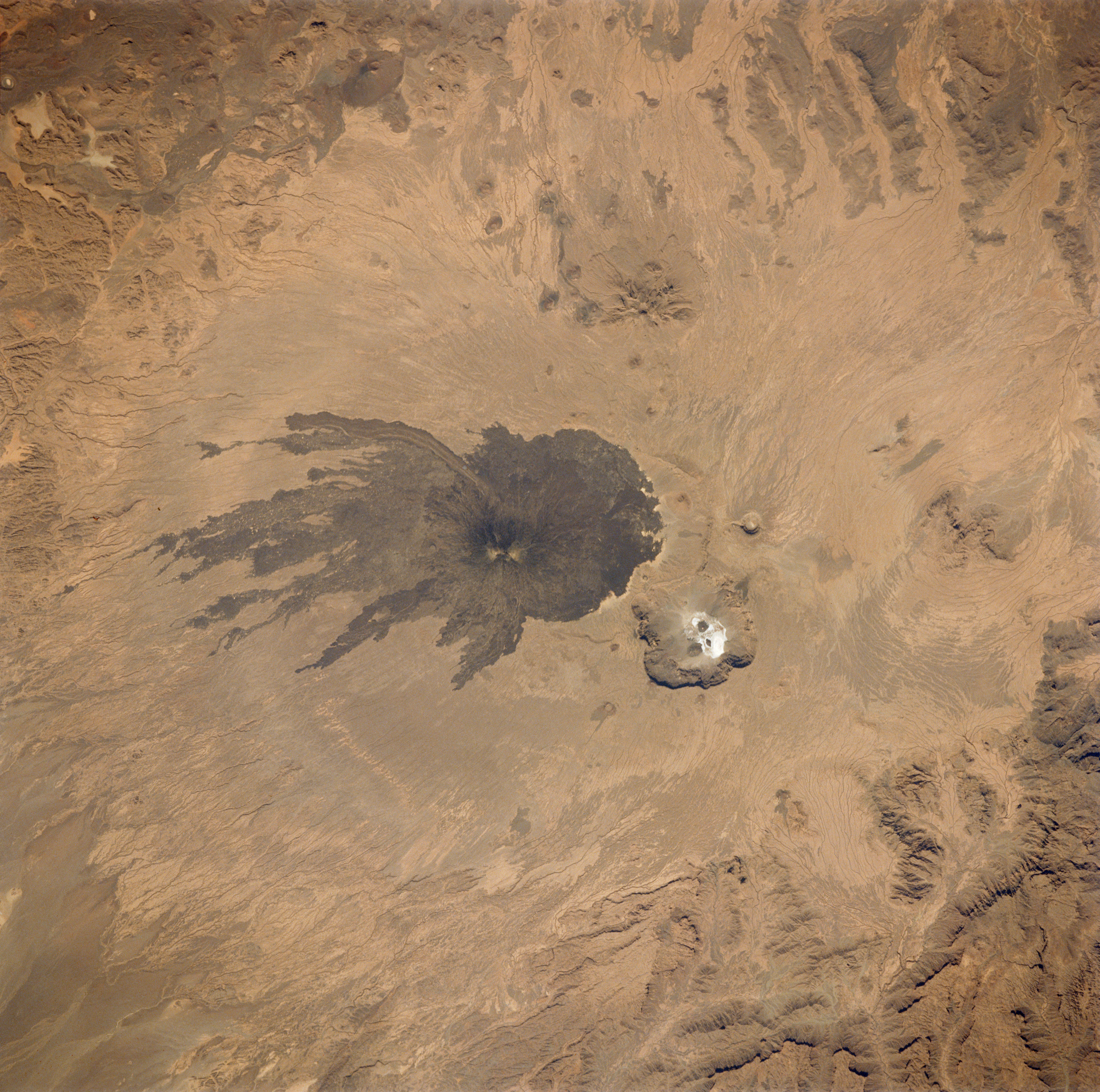